# Shanghairyssar
Shanghairyssar refererar till den stora ryska minoritetsgruppen i Shanghai i Kina under mellankrigstiden. 
De första ryssarna kom till staden på grund av tehandeln, och ett konsulat öppnades 1896. 
Shanghairyssarna blev 1921 statslösa sedan Sovjetunionen återkallat alla utlandsryssars medborgarskap, och till skillnad från övriga västerlänningar i Kina var de underkastade kinesisk lag. De hade oftast endast ett Nansenpass utfärdat av Nationernas förbund. År 1922 skedde en stor invandring av politiska flyktingar från Vladivostok efter det ryska inbördeskrigets slut under ledning av Georgy Karlovich Stark. Shanghai var en frihamn och krävde inget visa eller arbetstillstånd.
Arbete hos västerlänningar krävde kunskaper i franska eller tyska, vilket de sällan hade. År 1935 rapporterade NF att 22 procent av de kvinnliga Shanghairyssarna mellan 16 och 45 arbetade som prostituerade. Män värvade sig i Ryska Shanghairegementet. Det fanns dock även ryska skolor, radio och tidningar, och ryska sång- och danslärare fick internationellt rykte. De exilryska kvinnornas arbete inom nöjes-, dans- och prostitutionsindustrin blev ett av tidens uppmärksammade ämnen, omnämndes i guideböcker, gav upphov till rykten om slavhandel och kampanjer av NF. 
Under 1937 uppskattades 25 000 antikommunistiska exilryssar leva i staden: det var då dess största europeiska folkgrupp. Efter andra världskriget flydde Shanghairyssarna 1949 undan kommunisterna till ett flyktingläger på Filippinerna och därifrån till USA och Australien.